# Thea Trinidad
Thea Megan Trinidad (Queens, New York, 27 december 1990), beter bekend als Zelina Vega en voorheen als Rosita, is een Amerikaans actrice en professioneel worstelaar die sinds 2017 actief is in de World Wrestling Entertainment. Ze is best bekend van haar tijd bij Total Nonstop Action Wrestling (TNA), dat nu bekend staat als Impact Wrestling.
Bij haar tijd in TNA stond ze bekend als Rosita. Ze is een voormalige TNA Knockouts Tag Team Champion met Sarita die ze wonnen bij het evenement Victory Road op 13 maart 2011.
In 2017 raakte ze betrokken bij de World Wrestling Entertainment, het grootste bedrijf op het vlak van sportentertainment. Ze heeft voornamelijk een rol gespeeld als manager voor Andrade "Cien" Almas. In 2021 organiseerde WWE de allereerste "Queen's Crown"-toernooi, waar zij bekroond werd als "Queen". Tevens is ze een voormalige WWE Women's Tag Team Champion met Carmella.

## Professioneel worstel-carrière (2010–)

### Total Nonstop Action Wrestling
Trinidad maakte haar televisiedebuut tijdens een aflevering van TNA iMPACT! op 10 februari 2011 onder haar ringnaam Rosita. Tijdens een aflevering van Impact! op 17 februari 2011, maakte Rosita haar wedstrijddebuut. Zij en haar kayfabe nicht Sarita wonnen de tag team wedstrijd van het team The Beautiful People. Op 9 januari 2013, werd haar contract met TNA niet verlengd en verliet vervolgens het bedrijf.

## Prestaties
- Pro Wrestling Illustrated
  - Inspirational Wrestler of the Year (2011)
  - Gerangschikt op nummer 31 van de top 50 vrouwelijke worstelaars in de PWI Female 50 in 2011
- Sports Illustrated
  - Gerangschikt op nummer 30 van de top 30 vrouwelijke worstelaars in 2018
- Total Nonstop Action Wrestling
  - TNA Knockouts Tag Team Championship (1 keer) – met Sarita
- WWE
  - WWE Women's Tag Team Championship (1 keer) – met Carmella
  - Queen's Crown (2021)
  - WWE United States Championship (1 keer)

## Persoonlijk leven
Trinidad is getrouwd met de Nederlands professioneel worstelaar Tom Budgen, die bekend staat als Malakai Black bij de worstelorganisatie All Elite Wrestling (AEW) en voorheen als Aleister Black in WWE.